# Sarcodexia notata
Sarcodexia notata är en tvåvingeart som beskrevs av Guilherme A.M.Lopes 1953. Sarcodexia notata ingår i släktet Sarcodexia och familjen köttflugor.
Artens utbredningsområde är Venezuela. Inga underarter finns listade i Catalogue of Life.